# Valentin Gondouin
Valentin Gondouin (Flers, 4 de marzo de 1999) es un deportista francés que compite en atletismo, especialista en las carreras de fondo. Ganó dos medallas en el Campeonato Europeo de Atletismo en Ruta de 2025, oro en la prueba de media maratón por equipo y bronce en la media maratón.

## Palmarés internacional
| Campeonato Europeo en Ruta | Campeonato Europeo en Ruta | Campeonato Europeo en Ruta | Campeonato Europeo en Ruta |
| Año                        | Lugar                      | Medalla                    | Prueba                     |
| -------------------------- | -------------------------- | -------------------------- | -------------------------- |
| 2025                       | Bruselas/Lovaina (Bélgica) | Medalla de oro             | Media maratón por equipo   |
| 2025                       | Bruselas/Lovaina (Bélgica) | Medalla de bronce          | Media maratón              |